# Argus retinal protes
Argus retinal protes är en elektronisk retinal-implantat som gör det möjligt att återställa synen för blinda personer. Det är det amerikanska bolaget Second Sight som har utvecklat systemet. 
Längst bak i den del av ögat där ljuset koncentreras i näthinnan opereras ett nät av elektroder in. Detta nät av elektroder bildar en  "by-pass" av de ljuskänsliga celler som inte fungerar. Tillsammans med elektroderna sitter också en antenn. Andra delar av systemet är ett par glasögon med videokamera och en videosignalprocessorenhet. Systemet fungerar på så sätt att en videosignal sänds från glasögonen till videosignalprocessorenheten för tolkning och sedan skickas elektriska impulser från denna enhet till elektroderna i näthinnan och patienten upplever sedan en bild.